# Chemin de Morgiou
Le chemin de Morgiou est une voie marseillaise située dans le 9e arrondissement de Marseille. 

## Situation et accès
Il va de Mazargues à la Calanque de Morgiou, située dans le parc national des Calanques.
Ce chemin qui mesure 2 400 m de long pour 6 m de large, démarre dans le quartier de Mazargues à proximité de la place où se trouve l’église Saint-Roch. Il longe de nombreux quartiers résidentiels jusqu’aux Baumettes où il longe la prison éponyme ainsi que de nombreux petits lotissements jusqu’à l’entrée du Parc national des Calanques où il traverse un relief montagneux très tourmenté jusqu’à la Calanque de Morgiou ainsi que le petit port de Morgiou où elle se termine..

## Origine du nom
La rue doit son nom à la calanque où elle aboutit, celle de Morgiou ainsi que le Cap Morgiou abritant entre autres, avec la calanque de la Triperie, la grotte Cosquer.

## Historique
Par le passé, cette voie fut le seul accès aux calanques.
Le chemin s'appelait auparavant « Chemin des Fabriques », d'après les usines de soude vers lequel il menait au XIXe siècle ; une raffinerie de pétrole y brûle au début des années 1900 et n'est jamais remise en état.
La voie est classée dans la voirie des rues de Marseille le 9 juillet 1959.

## Bâtiments remarquables et lieux de mémoire
- Au numéro 239 se trouve le centre pénitentiaire de Marseille, aussi appelé prison des Baumettes.